# 비엘리치카
비엘리치카(폴란드어: Wieliczka)는 폴란드 남부 크라쿠프 도시권에 위치한 도시로 인구는 22,442명(2017년 기준)이다. 1975년부터 1998년까지는 크라쿠프주에 속해 있었지만 1999년 이후부터는 마워폴스카주에 속해 있다. 1290년 프셰미수 2세에 의해 건설되었으며 세계에서 가장 큰 소금 광산인 비엘리치카 소금 광산이 있다.

## 자매 도시
- 이탈리아 세스토피오렌티노 (1995)
- 독일 베르크카멘 (1996)
- 프랑스 en:Saint-André-lez-Lille (2003)
- 체코 리토벨 (2005)